# 김연준 (가수)
김연준(金淵俊, 1991년 11월 12일 ~ )은 대한민국의 가수이자 어쿠스틱한 사운드를 기반으로 한 음악을 추구하는 싱어송라이터. 고등학교 때 뉴에이지에 빠져 피아노를 배우기 시작하면서 곡을 쓰게 됐다. 서정적인 노랫말과 풍부한 감정 표현이 돋보이는 음색으로 자신만의 스타일을 만들어 가고 있다. 2021년 4월 첫 싱글 ’30’이 발매되었다.

## 데뷔
- 2021년 싱글 앨범 [구름]

## 음반
- 구름
- 기억의 숲
- 빨래골
- 1인칭 관찰자 시점
- 꽃바람
- 너랑 있고 싶어서
- 시절인연
- 검은 우유
- 연준무휴

## 방송
- 클라라의 LIKE A VIRGIN 제1회

## 공연
- 2015 열린 음악의 날
- 4.19혁명 국민문화제
- 빨래골 수다축제 일회용품 없이 가치 행진 - 가치행진 한마당
- 강북구 보육인의 밤
- 모두가 행복한 강북보건소
- 힐링 스테이션
- 우이천 등(燈)축제 - 강북 꿈꾸는 물고기
- 강북구 개청 30주년 기념 축하공연 1995, 그땐 그랬지
- 찾아가는 문화공연 - 4.19혁명 국민문화제 : 함께 봄

## 같이 보기
- 윤딴딴
- 문문
- 스탠딩 에그
- 볼빨간사춘기
- 짙은
- 브로콜리 너마저